# Bjelopavlići

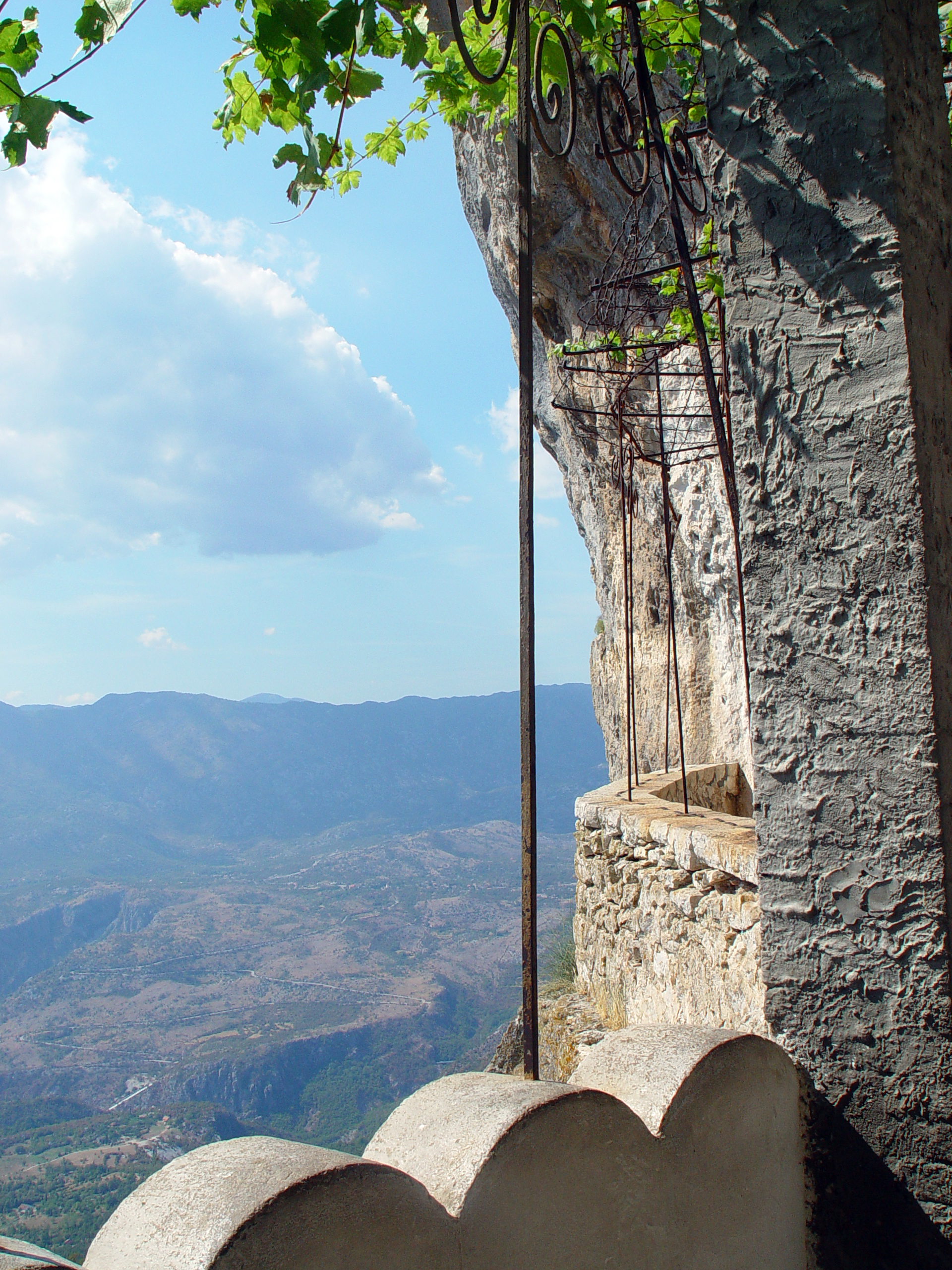
Vue depuis le monastère d'Ostrog au Monténégro sur la plaine de Bjelopavlići

La plaine de Bjelopavlići (également connue sous le nom de vallée de la rivière Zeta) est une plaine étroite et fertile du Monténégro. Elle s'étend le long de la rivière Zeta, s'élargissant vers l'aval, jusqu'à sa confluence avec la rivière Morača, près de Podgorica. Le clan Bjelopavlići est originaire de cette plaine.
La vallée de la Zeta a depuis fort longtemps une forte densité de population, en raison de la rareté des basses terres fertiles dans un pays montagneux comme le Monténégro.
Curieusement, l'autre grande plaine du Monténégro, la plaine de Zeta, porte le nom de la rivière Zeta, bien que la rivière elle-même n'y coule pas.
La plaine de Bjelopavlići fournit un corridor routier et ferroviaire reliant les deux principales villes du Monténégro, Podgorica et Nikšić. La plus grande localité de la plaine est la ville de Danilovgrad, qui porte le nom du prince (knjaz) Danilo Petrović-Njegoš.

## Source
- (en) Cet article est partiellement ou en totalité issu de l’article de Wikipédia en anglais intitulé « Bjelopavlići plain » (voir la liste des auteurs).